# Knut Risan

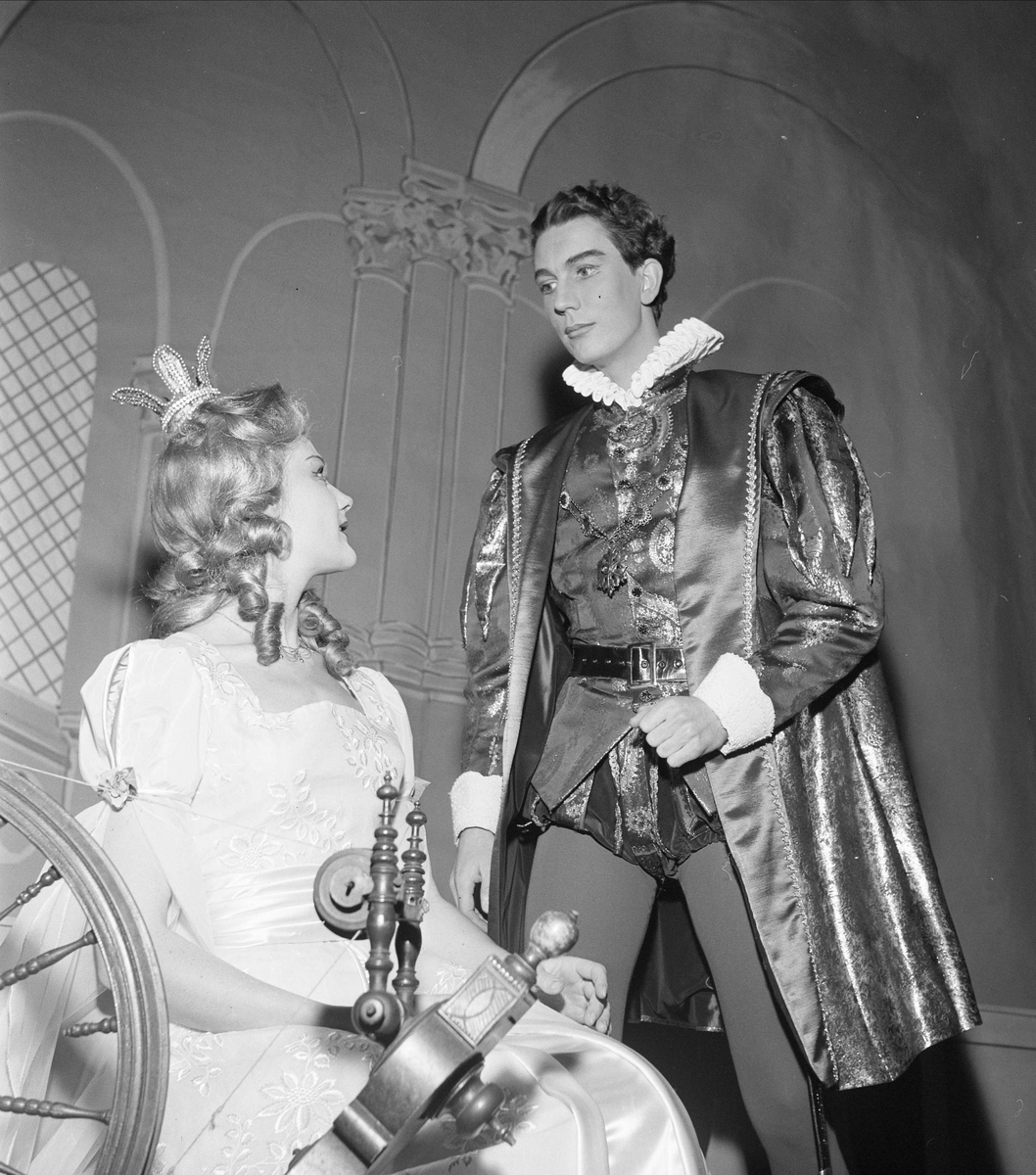
Bente Børsum und Knut Risan 1958 bei einem Auftritt im Nationaltheatret.

Knut Risan (* 19. Februar 1930 in Nidaros, heute Trondheim; † 1. Februar 2011 in Oslo) war ein norwegischer Schauspieler und Synchronsprecher.

## Leben
Knut Risan hatte am norwegischen Nationaltheater in Oslo 1955 sein Debüt und hatte in 147 Rollen gespielt. Er war auch an der Norwegischen Oper, Den Nationale Scene und dem Riksteatret
tätig.
Risan war auch in Filmen zu sehen. So spielte er „Helmer“ in Nora oder Ein Puppenheim von Ibsen sowie den König in Reisen til julestjernen. In Jul i Skomakergata spielte er „Blomsterhandler Rosengren“. Er ist auch der norwegische Erzähler in der vom NRK ausgestrahlten Version von Drei Haselnüsse für Aschenbrödel. Damit ist er immer noch im jährlichen Weihnachtsprogramm des NRK-Fernsehens sehr präsent. 
Risan war mit der Schauspielerin Astrid Folstad verheiratet.

## Filmografie (Auswahl)
- 1937: Schneewittchen und die sieben Zwerge (Snehvit og de syv dvergene, norwegischer Synchronsprecher)
- 1960: Der Kampf um den Adlerfels (Venner)
- 1961: Sønner av Norge
- 1973: Drei Haselnüsse für Aschenbrödel (Tři oříšky pro Popelku, norwegischer Synchronsprecher)
- 1973: Robin Hood, Robin Hood, norwegische Stimme)
- 1973: Et dukkehjem
- 1976: Reisen til Julestjernen
- 1979: Jul i Skomakergata
- 1981: Cap und Capper (The Fox and the Hound, norwegischer Synchronsprecher)
- 1986: Basil, der große Mäusedetektiv (The Great Mouse Detective, Maus Basil, norwegische Stimme)
- 1987: Kalle Stropp und sein Freund Boll (Lilla syster kanin + Kalle Stropp och Grodan Boll, norwegische Stimme)
- 1989: Arielle, die Meerjungfrau (The Little Mermaid, norwegische Stimme
- 1991: Kalle Stropp und sein Freund Boll (Kalle Stropp och Grodan Boll på svindlande äventyr, norwegische Stimme)
- 1994: Däumeline (Thumbelina, norwegische Stimme)
- 1997: Den lille traktoren Gråtass
- 1998: Skraphandlerne kommer tilbake
- 1998: Karl & Co (Fernsehserie)
- 1998: Mulan, norwegischer Synchronsprecher
- 1999: En annerledes jul
- 2000: Tiggers großes Abenteuer (The Tigger Movie, Ugla, norwegische Stimme)
- 2001: Forviklinger på gården i to deler
- 2003: Ferkels großes Abenteuer (Piglet's Big Movie, Ugla, norwegische Stimme)